# Yvonne Catterfeld
Yvonne Catterfeld, nemška pevka, besedilopiska in igralka, * 2. december 1979, Erfurt, Nemčija
Yvonne Catterfeld je rojena v Erfurtu, kasneje pa se je zaradi glasbene kariere preselila v Leipzig. Leta 2000 je sodelovala v televizijski oddaji talentov »Stimme 2000« ter zasedla 2. mesto. Kmalu zatem je podpisala pogodbo z založniško hišo Hansa Records in pri njih izdala svoj prvi singel z naslovom Bum. Istega leta je zaslovela tudi kot igralka, saj se je pridružila ekipi priljubljene nemške limonadnice Dobri časi, slabi časi. Velik glasbeni preboj je doživela leta 2003, ko je njen peti singel Für dich postal uspešnica doma in v drugih državah. Izdala je tudi istoimenski glasbeni album. V naslednjih letih je izdala še dva uspešna albuma: Farben meiner Welt (2004) in Unterwegs (2005). Potem ko je zapustila igralsko ekipo nadaljevanke Dobri časi, slabi časi, je igrala glavno vlogo v nadaljevanki Sophie – Braut wider Willen ter izdala svoj četrti album Aura, ki pa komercialno ni bil tako uspešen. Kasneje se je pridružila založbi Sony Music, na glasbene lestvice se je pa ponovno vrnila leta 2013, ko se je sodelovala tudi v glasbeni oddaji Sing meinen Song - Das Tauschkonzert.
V svoji 15-letni glasbeni karieri je kot solo izvajalka prodala več kot 800.000 plošč, s čimer se uvršča med najbolje prodajane nemške pevke v začetku 2000-ih. Za svoje glasbeno ustvarjanje je prejela tudi več nagrad, med drugimi bambi, Goldene Stimmgabel in  ECHO. 

### Zasebno
Med letoma 2004 in 2007 je bila v zvezi z igralcem Wayneom Cartpendaleom. Konec leta 2007 se je začela sestajati z igralcem in pisateljem Oliverjem Wnukom, ki ga je spoznala na snemanju filma U-900. Aprila 2014 sta dobila sina.

## Diskografija

### Albumi
- Meine Welt (2003)
- Farben meiner Welt (2004)
- Unterwegs (2005)
- Aura (2006)
- Blau im Blau (2010)
- Lieber so (2013)
- Guten Morgen Freiheit (2017)

## Filmografija

### Filmi
| Leto | Naslov                                                                                      | Vloga                 | Opombe                  |
| ---- | ------------------------------------------------------------------------------------------- | --------------------- | ----------------------- |
| 2004 | Kraljestvo morskega psa (nem. Große Haie – Kleine Fische)                                   | Angie (glas)          | V nemški sinhronizaciji |
| 2007 | Zajec brez ušes (nem. Keinohrhasen)                                                         | Yvonne Catterfeld     |                         |
| 2008 | U-900                                                                                       | Maria                 |                         |
| 2009 | Čarovnica Lili: Zmaj in knjiga čarovnij (nem.Hexe Lilli – Der Drache und das magische Buch) | privlačna plavoslaska |                         |
| 2009 | Zajec brez ušes (nem. Zweiohrküken)                                                         | Yvonne Catterfeld     |                         |
| 2010 | Das Leben ist zu lang                                                                       | Caro Will             |                         |
| 2012 | Jelenček Niko 2                                                                             | Wilma (glas)          | V nemški sinhronizaciji |
| 2013 | Strana khoroshikh detochek                                                                  |                       |                         |
| 2013 | Sputnik                                                                                     | Katharina Bode        |                         |
| 2014 | Lepotica in zver                                                                            | Princesa              |                         |
| 2014 | Zvončica in piratska vila                                                                   | Zarina (glas)         | V nemški sinhronizaciji |
| 2014 | Bocksprünge                                                                                 | Eva                   |                         |
| 2015 | The von Trapp Family: A Life of Music                                                       | Maria von Trapp       |                         |
| 2018 | Tabaluga                                                                                    | Princesa Lilli        |                         |